# بام بيج
بام بيج (بالإنجليزية: Pam Page)‏ هي واثبة حواجز ‏ أمريكية، ولدت في 12 فبراير 1958.

## وصلات خارجية
- بام بيج على موقع أوليمبيديا (الإنجليزية)